# Puerto Tlaletla
Puerto Tlaletla är en ort i Mexiko.   Den ligger i kommunen Xilitla och delstaten San Luis Potosí, i den centrala delen av landet, 210 km norr om huvudstaden Mexico City. Puerto Tlaletla ligger 738 meter över havet och antalet invånare är 111.
Terrängen runt Puerto Tlaletla är bergig västerut, men österut är den kuperad. Terrängen runt Puerto Tlaletla sluttar österut. Runt Puerto Tlaletla är det ganska tätbefolkat, med 96 invånare per kvadratkilometer. Närmaste större samhälle är Villa Terrazas, 14,9 km nordost om Puerto Tlaletla. I omgivningarna runt Puerto Tlaletla växer i huvudsak städsegrön lövskog.